# Jack Horner
John „Jack” R. Horner (Shelby, Montana, 1946. június 15. –) amerikai őslénykutató. Horner a Maiasaura felfedezője és névadója, az első dinoszauruszé, amely egyértelmű bizonyítékkal szolgált arra, hogy ezek az állatok gondoskodtak az utódaikról. Az Amerikai Egyesült Államok egyik legismertebb őslénykutatójaként, számos őslénytani felfedezés mellett tudományos tanácsadóként közreműködött a Jurassic Park filmek elkészítésénél, és részben ihletet adott a főhős, Alan Grant karakterének megformálásához.

## Fiatalkora
Horner a Montana állambeli Shelby-ben született és nőtt fel. A University of Montana hallgatójaként nyolc éven át főként geológiával és zoológiával foglalkozott. Ezután két évet töltött el az Egyesült Államok Tengerészgyalogságának Különleges Erőinél a vietnámi háború idején. Habár sosem szerzett hivatalos diplomát, készített egy jelentős disszertációt a montanai Bear Gulch Limestone, a világ egyik leghíresebb, kora karbon időszaki csúcslelőhelyének (lagerstätten) faunájával kapcsolatban. 1986-ban a University of Montana tiszteletbeli doktori címet adományozott a számára. Ugyanebben az évben elnyerte a MacArthur Fellowship kitüntetést is.

## Karrier
Montanában, az 1970-es évek közepén Horner és kollégája, Bob Makela felfedezték egy új, általuk Maiasaurának avagy „jó anya gyíknak” elnevezett dinoszauruszfaj közös fészkelőhelyét. Ez volt az első olyan lelet a nyugati félgömbön, ami dinoszaurusztojásokat, és embriókat tartalmazott, emellett pedig felvetette azt a kérdést, hogy vajon egyes dinoszauruszok társaságkedvelő lények voltak-e, melyek fészket építettek és gondozták az utódaikat. Ez a felfedezés megalapozta a karrierjét. Horner számos más dinoszauruszfajt nevezett el (köztük az Orodromeus makelait barátja, Bob Makela tiszteletére), kettő pedig – az Achelousaurus horneri és az Anasazisaurus horneri –, a saját nevét viseli.
Az őslénykutatók között leginkább a dinoszauruszok növekedésével kapcsolatos kutatása miatt ismert. Számos, a dinoszauruszok növekedéséről szóló cikket jelentetett meg a Berkeley evolúcióbiológusával Kevin Padiannel és a francia dinoszaurusz hisztológussal, Armand Ricqlés-val közösen, olyan növekedési sorozatok felhasználásával, melyek rendszerint különböző méretű, az embrióktól a felnőttekig terjedő korú egyedek lábcsontjaiból tevődtek össze. Horner élesztette fel azt a vitás elméletet, ami szerint a Tyrannosaurus rex kizárólag dögevő volt, nem pedig ragadozó. Ez az elképzelés bekerült a populáris sajtóba, de sosem lett fő kutatási terület Dr. Horner számára. 2000-ben Horner csapata felfedezett öt T. rex példányt, a következő év nyarán pedig további hármat talált, köztük egy „Sue”-nak elnevezett egyedet is, amely 10%-kal nagyobb volt az addig ismerteknél (a tömegét 10–13 tonnára becsülték). A folytatódó terepmunka révén a Museum of the Rockies a világ legnagyobb  Tyrannosaurus rex gyűjteményének birtokába jutott.
Több mint 100 szakmai cikket és hat népszerű könyvet jelentetett meg, köztük a montanai dinoszauruszokról szóló Dinosaurs Under the Big Sky (Dinoszauruszok a nagy ég alatt) (ISBN 0878424458) című ismeretterjesztő művet, valamint a Dinosaur Lives (Dinoszaurusz életek) (ISBN 0060174862) című írást és számos újságcikket.
Egy általa 2003-ban talált Tyrannosaurus rex fosszília révén részese volt annak a 2005-ös felfedezésnek is, amely során a combcsont belsejében tanítványa, Mary H. Schweitzer lágy szövetek maradványait találta meg, amikből 2007-ben a tudósok képesek voltak fehérjék kivonására.
Jelenleg a Museum of the Rockies őslénytani kurátora, az őslénytan professzora, az Nemzeti Természetrajzi Múzeum (National Museum of Natural History) adjunktus kurátora és a bozemani Montana State University Honors Programjának oktatója. Az évek során több olyan személyt is támogatott, köztük Greg Ericksont, Scott Sampsont, Kristi Curry-Rogerst és David J. Varricchio-t, akik a következő generáció vezető őslénykutatóivá váltak. Munkája elismeréseként 2006-ban a Penn State University tiszteletbeli doktori címmel tüntette ki.

## Fordítás
- Ez a szócikk részben vagy egészben  a   Jack Horner (paleontologist) című angol Wikipédia-szócikk ezen változatának fordításán alapul.  Az eredeti cikk szerkesztőit annak laptörténete sorolja fel. Ez a jelzés csupán a megfogalmazás eredetét és a szerzői jogokat jelzi, nem szolgál a cikkben szereplő információk forrásmegjelöléseként.